# Imn gay

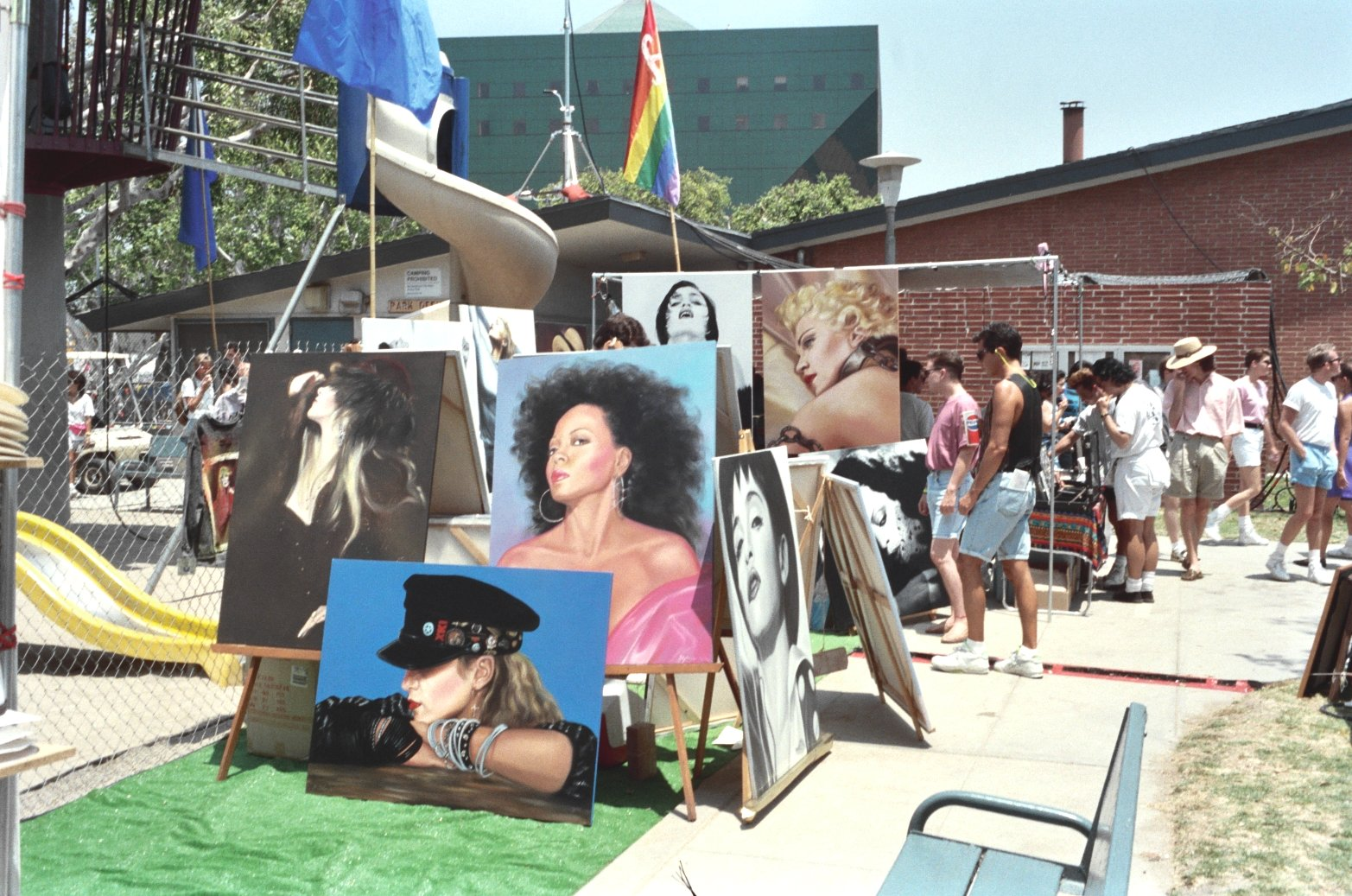
Tablouri cu artiste apreciate în cultura gay: Madonna și Diana Ross.

Un imn gay (gay anthem în engleză) este un concept care desemnează o melodie foarte populară în, sau identificată cu, comunitatea gay. Versurile imnurilor gay includ deseori referințe la speranță, în fața discriminării și adversității, la mândrie (gay pride) și unitate. Trebuie menționat faptul că imnurile gay nu sunt rareori compuse de persoane din comunitatea LGBT sau destinate specific pentru audiențe gay. 
Cele mai binecunoscute imnuri gay sunt în limba engleză, fiindcă mișcarea culturală gay a luat naștere în țările anglofone, după cel de-al Doilea Război Mondial. Imnuri gay faimoase includ „Over the Rainbow” de Judy Garland, „I Will Survive” de Gloria Gaynor și „It's Raining Men” de The Weather Girls.

## Exemple de imnuri gay
| An   | Titlu                                         | Artist                                    | Note |
| ---- | --------------------------------------------- | ----------------------------------------- | --- |
| 1939 | „Over the Rainbow”                            | Judy Garland                              | Cântec din filmul The Wizard of Oz. Compus de Harold Arlen și Yip Harburg. Cântecul și filmul au căpătat o asemenea popularitate, încât bărbații gay foloseau expresia „prietenii lui Dorothy” pentru a se identifica. |
| 1976 | „Dancing Queen”                               | ABBA                                      | [ 8 ] |
| 1978 | „I Will Survive”                              | Gloria Gaynor                             | [ 9 ] [ 10 ] |
| 1979 | „Gimme! Gimme! Gimme! (A Man After Midnight)” | ABBA                                      | |
| 1980 | „I'm Coming Out”                              | Diana Ross                                | [ 11 ] [ 12 ] [ 13 ] [ 14 ] [ 15 ] [ 16 ] [ 17 ] [ 18 ] |
| 1982 | „And I Am Telling You I'm Not Going”          | Jennifer Holliday                         | |
| 1985 | „Running Up That Hill”                        | Kate Bush                                 | |
| 1989 | „Express Yourself”                            | Madonna                                   | [ 19 ] |
| 1989 | „Like a Prayer”                               | Madonna                                   | |
| 1990 | „Vogue”                                       | Madonna                                   | [ 2 ] [ 20 ] [ 18 ] |
| 1990 | „Freedom! '90”                                | George Michael                            | [ 20 ] [ 14 ] [ 16 ] [ 15 ] [ 17 ] |
| 1992 | „Deeper and Deeper”                           | Madonna                                   | [ 21 ] |
| 1994 | „Waterfalls”                                  | TLC                                       | |
| 1996 | „Wannabe”                                     | Spice Girls                               | [ 22 ] |
| 2001 | „Lady Marmalade”                              | Christina Aguilera, Mýa, Lil' Kim și Pink | |
| 2001 | „Can't Get You Out of My Head”                | Kylie Minogue                             | [ 23 ] [ 24 ] |
| 2002 | „Beautiful”                                   | Christina Aguilera                        | [ 25 ] [ 26 ] [ 27 ] [ 28 ] |
| 2003 | „Me Against the Music”                        | Britney Spears feat. Madonna              | |
| 2003 | „Dragostea Din Tei”                           | O-Zone                                    | [ 29 ] |
| 2003 | „Mr. Brightside”                              | The Killers                               | [ 30 ] [ 31 ] |